# Höstlandskap med utsikt över Het Steen en tidig morgon
Höstlandskap med utsikt över Het Steen en tidig morgon är en oljemålning av den flamländske barockkonstnären Peter Paul Rubens. Den målades omkring 1636 och ingår sedan 1823 i National Gallerys samlingar i London.
Rubens var framgångsrik såväl som konstnär som diplomat och kunde 1635, på ålderns höst, förvärva herrgården Het Steen(en) i Elewijt. Där utförde han flera lyriska landskapsmålningar för sitt eget höga nöjes skull; historiska, religiösa och mytologiska motiv samt porträtt var alltjämt ansett som finare och långt mer inkomstbringande än landskap.